# Joan Curcues (catepà)
Joan Curcues (en grec: Ιωάννης Κουρκούας; en italià: Giovanni Antipati da Cusira, pel seu títol d'antípat en la cort romana d'Orient) fou el catepà d'Itàlia de l'Imperi Romà d'Orient des del 1008 fins a la seva mort en combat el 1010.
Era d'origen armeni. Abans de passar a Itàlia Curcues fou estrateg de Samos. Curcues arribà a Bari el maig del 1008 com a successor d'Aleix Xífies, que havia caigut en batalla a principis d'any o l'any anterior. Combaté la primera revolta dels llombards a la Pulla romana d'Orient: un any després de la seva arribada al càrrec, el 9 de maig del 1009, esclatà una rebel·lió a Bari, encapçalada pel llombard Melus de Bari, que ràpidament es difongué a altres ciutats de la Pulla. Curcues morí sense veure la culminació de les petites insurreccions llombardes: l'arribada dels normands al Mezzogiorno i la seva conquesta total. Curcues caigué en combat contra els rebels llombards sia a finals del 1009 o a principis del 1010. El març d'aquest últim any, el seu successor, Basili Mesardonita, arribà amb reforços.